# Episodi di Squadra Speciale Colonia (prima stagione)
La prima stagione della serie televisiva Squadra speciale Colonia è stata trasmessa per la prima volta tra il 22 ottobre 2003 e il 7 gennaio 2004 sul canale tedesco ZDF ed è composta da 11 episodi.
| N° | Titolo originale             | Titolo in italiano | Prima TV Germania | Prima TV Italia |
| -- | ---------------------------- | ------------------ | ----------------- | --------------- |
| 1  | Kölscher Klüngel             |                    | 22 ottobre 2003   |                 |
| 2  | Tödlicher Talk               |                    | 29 ottobre 2003   |                 |
| 3  | Blutige Beichte              |                    | 5 novembre 2003   |                 |
| 4  | Elf Freunde sollt ihr sein   |                    | 12 novembre 2003  |                 |
| 5  | Zahltag                      |                    | 19 novembre 2003  |                 |
| 6  | Der letzte Geburtstag        |                    | 26 novembre 2003  |                 |
| 7  | Die Mädchenfalle             |                    | 3 dicembre 2003   |                 |
| 8  | Die Nacht, in der Andy starb |                    | 10 dicembre 2003  |                 |
| 9  | Der tote Tourist             |                    | 17 dicembre 2003  |                 |
| 10 | Pizza für den Paten          |                    | 30 dicembre 2003  |                 |
| 11 | Je oller, je doller          |                    | 7 gennaio 2004    |                 |